# Andrzej Koprowski

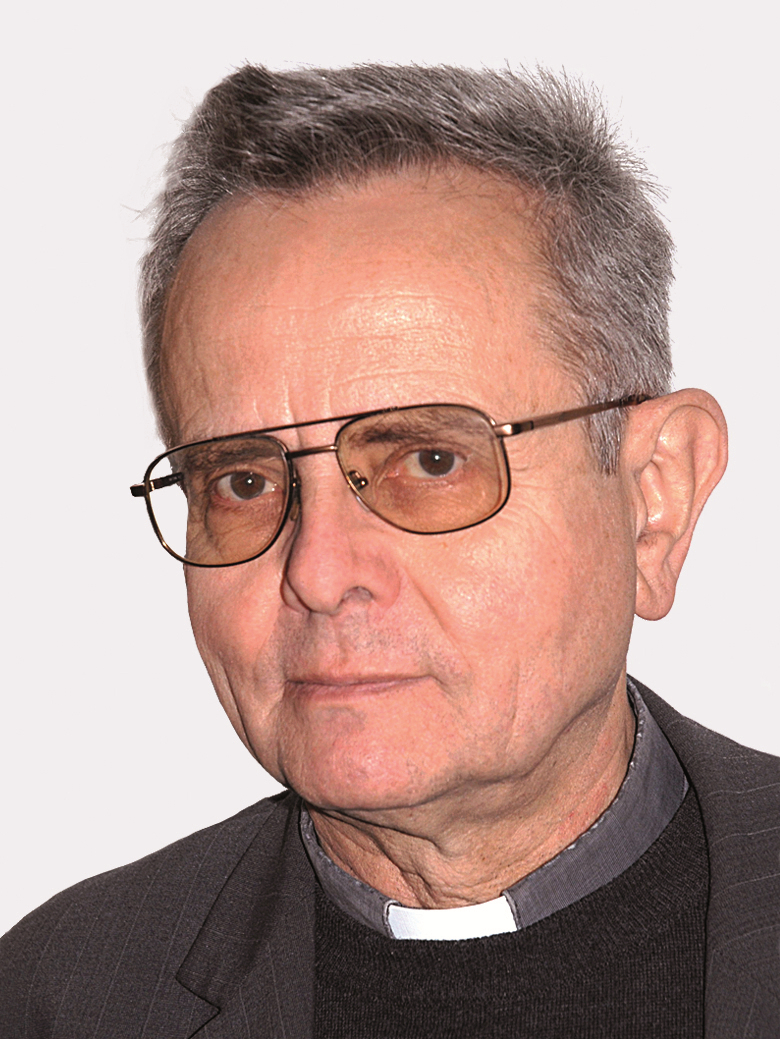
Andrzej Koprowski, 2010

Andrzej Koprowski SJ (* 11. März 1940 in Lodz; † 29. Januar 2021 in Warschau) war ein polnischer Ordensgeistlicher, Theologe und Rundfunkjournalist.

## Leben
Andrzej Koprowski, ältester von vier Brüdern, studierte von 1956 bis 1961 polnische Philologie an der Universität Warschau. 1961 trat er der Ordensgemeinschaft der Gesellschaft Jesu bei und studierte Philosophie an der Jesuitenhochschule in Krakau und Theologie am Collegium Bobolanum in Warschau. Am 24. Juni 1969 empfing er durch Bronisław Dąbrowski, Weihbischof in Warschau, die Priesterweihe und war Studentenseelsorger an der Katholischen Universität Lublin, wo er auch von 1976 bis 1979 Vorlesungen über Geschichte und Kultursoziologie hielt. Dort lernte er Karol Wojtyla, den späteren Papst Johannes Paul II., kennen. 1977 wurde er am Institut für Philosophie und Soziologie der Polnischen Akademie der Wissenschaften promoviert. Von 1979 bis 1983 war Koprowski Rektor des Collegium Bobolanum in Warschau.
1983 wurde er Assistent des Generaloberen der Gesellschaft Jesu in Rom und war von 1984 bis 1989 Regionalassistent für Osteuropa an der Generalkurie in Rom, während er am Institut für Sozialwissenschaften der Päpstlichen Universität Gregoriana lehrte.
1989 kehrte er nach Polen zurück und engagierte sich mit dem Niedergang des Kommunismus im Wiederaufbau der Dritten Polnischen Republik. In den Jahren 1989 bis 1997 leitete er die neu geschaffene Redaktion für katholische Programme von Telewizja Polska und leitete von 1992 bis 1997 auch die Warschauer Niederlassung des Europäischen Büros der Jesuiten (Catholic Office of Information and Initiative for Europe OCIPE). In dieser Zeit führte er einen recht umfangreichen Briefwechsel mit Papst Johannes Paul II. 1997 wurde er Provinzoberer der Jesuiten in Großpolen und Masowien.
Von 2003 bis 2015 leitete Koprowski zunächst als Stellvertreter und dann in Nachfolge von Federico Lombardi als Programmdirektor den Hörfunksender Radio Vatikan. 2015 kehrte er nach Polen zurück und war im Medienbereich als Journalist tätig. Im Jesuitenkolleg in Warschau übersetzte er umfangreiche Werke aus dem Italienischen in die polnische Sprache.
Andrzej Koprowski starb nach einwöchiger intensivmedizinischer Betreuung in einem Krankenhaus Szpital Praski in Warschau im Alter von 80 Jahren nach einer SARS-CoV-2-Infektion.

## Schriften
- mit Francesco Rossi de Gasperis: Na skrzyżowaniu dróg, Twarda 2017, ISBN 978-83-62793-20-4.
- Nowe odczytanie codzienności, Kontrast 2018, ISBN 978-83-62793-24-2.
- Państwo środka Chrześcijaństwo w Chinach wczoraj i dziś, 2019, ISBN 978-83-8180-033-4.
- Bogusław Górka, Anty-autolustracja t.w. "Student". Prawda Jezuity i prawda o Jezuicie., ISBN 978-83-8180-429-5